# Кінгс-Міллс (Огайо)
Кінгс-Міллс (англ. Kings Mills) — переписна місцевість (CDP) в США, в окрузі Воррен штату Огайо. Населення — 1336 осіб (2020).

## Географія
Кінгс-Міллс розташований за координатами 39°21′29″ пн. ш. 84°14′34″ зх. д. / 39.35806° пн. ш. 84.24278° зх. д. (39.358163, -84.242753).  За даними Бюро перепису населення США в 2010 році переписна місцевість мала площу 3,61 км², з яких 3,48 км² — суходіл та 0,13 км² — водойми. В 2017 році площа становила 3,11 км², з яких 3,04 км² — суходіл та 0,08 км² — водойми.

## Демографія
Згідно з переписом 2010 року, у переписній місцевості мешкало 1319 осіб у 474 домогосподарствах у складі 375 родин. Густота населення становила 366 осіб/км².  Було 497 помешкань (138/км²).
Расовий склад населення:
| - 95,7 % — білих - 1,4 % — чорних або афроамериканців - 1,1 % — азіатів |

До двох чи більше рас належало 1,5 %. Частка іспаномовних становила 2,1 % від усіх жителів.
За віковим діапазоном населення розподілялося таким чином: 28,9 % — особи молодші 18 років, 61,5 % — особи у віці 18—64 років, 9,6 % — особи у віці 65 років та старші. Медіана віку мешканця становила 40,3 року. На 100 осіб жіночої статі у переписній місцевості припадало 106,1 чоловіків;  на 100 жінок у віці від 18 років та старших — 100,4 чоловіків також старших 18 років.
Середній дохід на одне домашнє господарство  становив 109 341 долар США (медіана — 105 732), а середній дохід на одну сім'ю — 107 650 доларів (медіана — 105 152). 
Цивільне працевлаштоване населення становило 632 особи. Основні галузі зайнятості: науковці, спеціалісти, менеджери — 20,4 %, виробництво — 19,0 %, освіта, охорона здоров'я та соціальна допомога — 12,0 %, мистецтво, розваги та відпочинок — 11,1 %.